# Condado de Lac Ste. Anne
El condado de Lac Ste. Anne es un distrito municipal canadiense situado en la provincia de Alberta.

## Superficie
Lac Ste. Anne tiene una superficie de 2845,84 km².

## Demografía
En 2021, tenía 10 832 habitantes, una densidad poblacional de 3,8 hab./km², y 5566 viviendas.